# Talija
 Ovo je glavno značenje pojma Talija. Za druga značenja pogledajte Talija (razdvojba).
Talija (grč. Θαλεια, Tháleia) jedna je od devet Muza, Zeusova i Mnemozinina kći. Zaštitnica je komedije i bukolike. Bila je smatrana i boginjom glazbe, plesa i pjesme.

## Etimologija
Talijino ime izvedeno je od grčke riječi θάλλω, thállô = "cvjetati" te ono znači "cvjetna".

## Karakteristike
Atributi su joj komična maska, pastirski štap ili bršljanov vijenac.

## Vanjske poveznice
- Muza Talija u klasičnoj literaturi i umjetnosti (engl.)